# Stefan Liv Memorial Trophy
Stefan Liv Memorial Trophy delas årligen ut till den spelare som anses vara den mest värdefulla spelaren i slutspelet i SHL. Vinnaren utses av Sveriges ishockeyspelares centralorganisation, SICO.
Priset instiftades 2010 av SICO och kan liknas med NHL:s Conn Smythe Trophy. Priset namnändrades 2013 till minne av Stefan Liv, som omkom som 30-åring i en flygolycka 2011.

## Vinnare
| År   | Vinnare           | Lag             | Vinst nr |
| ---- | ----------------- | --------------- | -------- |
| 2010 | Johan Davidsson   | HV71            | 1        |
| 2011 | Anders Bastiansen | Färjestads BK   | 1        |
| 2012 | Jakob Silfverberg | Brynäs IF       | 1        |
| 2013 | Oscar Lindberg    | Skellefteå AIK  | 1        |
| 2014 | Joakim Lindström  | Skellefteå AIK  | 1        |
| 2015 | Noah Welch        | Växjö Lakers    | 1        |
| 2016 | Johan Sundström   | Frölunda HC     | 1        |
| 2017 | Simon Önerud      | HV71            | 1        |
| 2018 | Elias Pettersson  | Växjö Lakers    | 1        |
| 2019 | Ryan Lasch        | Frölunda HC     | 1        |
| 2021 | Pontus Holmberg   | Växjö Lakers    | 1        |
| 2022 | Per Åslund        | Färjestad BK    | 1        |
| 2023 | Emil Larmi        | Växjö Lakers HC | 1        |